# Massimo Baldini (politico)
Massimo Baldini (Viareggio, 18 settembre 1942) è un politico italiano, senatore del Popolo della Libertà.

## Biografia
Avvocato Cassazionista  e revisore dei conti dal 1980, in tale qualità ha fatto parte del collegio sindacale dell'Enel.
È stato consigliere comunale, assessore, vicesindaco e sindaco di Viareggio negli anni compresi fra il 1970 e il 1994 per il Partito Socialista Italiano. Viene eletto senatore per la prima volta nel 1992 nelle liste del Partito Socialista Italiano.
In seguito aderisce a Forza Italia, nelle cui liste viene rieletto senatore nel 1996, nel 2001, nel 2006, mentre nel 2008 viene rieletto nelle liste del PdL. Ha ricoperto il ruolo di vice-capogruppo di Forza Italia al Senato nel corso della Legislatura 1996-2001.
Alle elezioni del 2001 viene rieletto al Senato della Repubblica e, con la successiva formazione del secondo governo Berlusconi, viene nominato sottosegretario di Stato al Ministero delle comunicazioni nel secondo governo Berlusconi, venendo anche confermato in tale incarico nel successivo terzo governo Berlusconi.
È stato vicepresidente della Commissione parlamentare di Vigilanza RAI nella legislatura 1996-2001, ed è stato componente della stessa commissione nella XIII, XV e XVI legislatura. È stato componente della Commissione industria del Senato nella XI legislatura e della Commissione Trasporti, Lavori Pubblici e Comunicazioni nella XIII, XV e XVI legislatura.
Il 26 Gennaio 2024  è stato uno dei relatori al Convegno tenutosi a Roma per celebrare i trenta anni dalla fondazione di Forza Italia.

## Riconoscimenti
- È stato insignito dal Presidente della Repubblica Francese Jacques Chirac dell'onorificenza di Chevalier della Légion d’Honneur.
- È Cavaliere di Merito con Placca del Sacro Militare Ordine Costantiniano di S. Giorgio.